# Skotské symboly
Skotské symboly se svým významem vážou k historii, ale i současnosti Skotska. Jsou jimi:

## Národní vlajka
Vlajka s modrým podkladem a bílým úhlopříčným křížem.
Příběhů vyprávějících původ této vlajky je několik a i když mají různé děje, základní fakta zůstávají. Hlavní fakt je, že vlajka má spojitost se Svatým Ondřejem (ang. St.Andrew), jež byl jedním z Apoštolů Ježíšových. Římané v něm viděli nebezpečí, tak se rozhodli jej, stejně jako Krista, ukřižovat. Svatý Ondřej si za poslední přání zvolil ukřižování na odlišném kříži, než byl ukřižován Ježíš, neboť se necítil mu rovný, aby byl ukřižován na stejném. První příběh hovoří o tom, že v místě smrti Svatého Ondřeje ještě nikdo nevěděl o Kaledonii (Skotsku), co však věděli všichni je fakt, že byl ukřižován na úhlopříčném kříži (Ondřejův kříž). Tělo Sv. Ondřeje mělo být spáleno a popel pohřben v Řecku, v Patrai. Pět set let po jeho smrti přišel vládce Constantius a řekl, že tak chudé místo si nezaslouží být posledním místem odpočinku sv. Ondřeje. Chtěl vzít tedy jeho popel do Constantinopole, největšího města té doby. Muž, který ostatky nesl se jmenoval Regulus a měl sen, v kterém mu andělé tvrdili, že Ondřej chce být pochován v daleké zemi, na místě, kde bude stát kostel. Regulus se tedy vydal, jako dezertér na dlouhou cestu Evropou. Dle pověsti dorazil až na místo, jenž se nyní jmenuje po sv. Ondřejovi St. Andrews, na východě Skotska, postavil kostel a pochoval popel. Tato vlajka symbolizuje Ondřejův kříž proti modré obloze. Bílá barva znamená stříbřitý odraz Slunce. Přijetí vlajky se svatoondřejským křížem jako státního vlajky Skotska je obestřeno tajemstvím. Podle legendy se tak stalo po bitvě, která se odehrála blízko Athelstanefordu kolem roku 832, kdy Angus mac Fergus, král Piktů, porazil armádu Athelstana, krále Northumbrie. Noc před bitvou viděli Piktové na obloze dle jejich mínění božské znamení, které tvořily mraky ve tvaru svatoondřejského kříže. A vskutku, znamení Piktům přineslo štěstí, neboť následujícího dne bitvu vyhráli. Po vzniku Spojeného království (Act of Union - 1707) byla Saltire začleněna do nově vzniklé britské vlajky (Union Jack), kde je však použitá modrá podkladová barva mnohem tmavší, nežli je na samostatné skotské vlajce.

## Královská standarta
Skotský král Vilém I. zvaný Lev přijal mluvící znak Lva ve skoku (Lion Rampant) v roce 1165, jímž nahradil předchozí symbol skotské svrchovanosti - kance. Od té doby je tato vlajka vyhrazena pouze pro potřeby skotského panovníka. Od tohoto mluvícího znaku se také odvíjí oficiální titul nejvyššího herolda Skotska, který zní Lord Lion - King of Arms.

## Použití vlajek
Obyvatelé Spojeného království smějí používat pouze národní vlajky (tj. obyvatelé Anglie vlajku se svatojiřským křížem, obyvatelé Skotska vlajku se svatoondřejským křížem, obyvatelé Walesu vlajku s drakem, etc.) a nikoliv vlajku Velké Británie (tzv. Union Jack), jejíž použití je vyhrazeno pouze vládním úřadům, armádě a námořnictvu. Jedinou výjimku tvoří použití vlajky Union Jack na soukromých lodích. Obyvatelé Skotska by měli tudíž pro slavnostní chvíle i soukromé příležitosti používat vlajku se svatoondřejským křížem (Saltire). Použití vlajky se lvem ve skoku (Lion Rampant) rovněž není povoleno, neboť její užití je vyhrazeno výhradně pro potřeby skotského panovníka a jeho rodiny.

## Národní znak
Vlajka se žlutým podkladem a červeným lvem spolu s dvojitým orámováním
Lev na vlajce vyznačuje hrdinnou odvahu Skotů a původně na ní držel bodlák, z něhož zbyly jen části v horním a dolním lemování.

## Bodlák

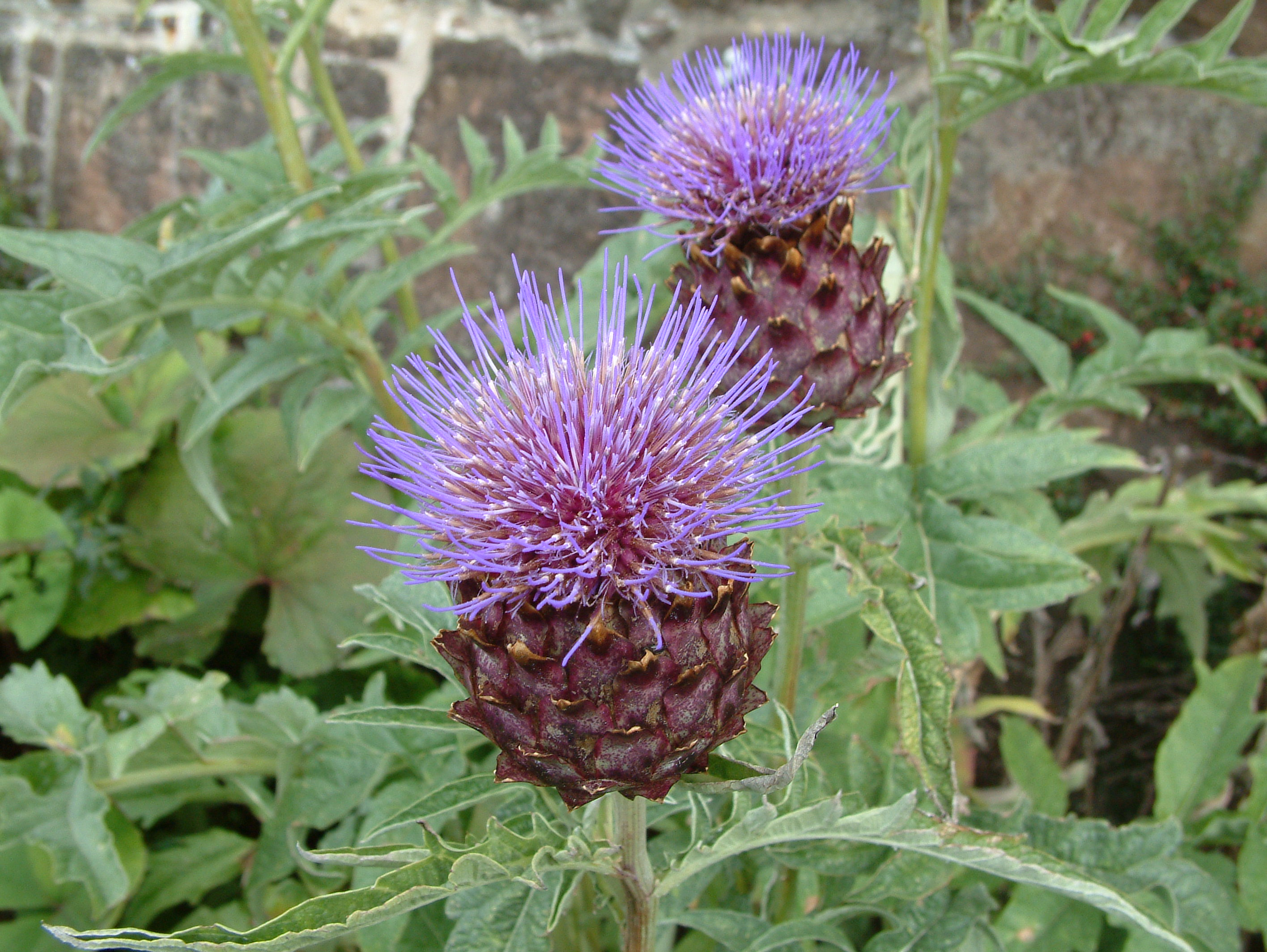
Bodlák v různých podobách je symbolem Skotska

Národní květinou Skotska je bodlák. Legenda o bodláku hovoří o dánské jízdě, která přijela zaútočit na skotský hrad. Útok měl proběhnout v noci, tiše a nečekaně. Když vojáci začali bosky překonávat vodní příkop, pozdě zjistili, že v něm není voda, ale bodláky. Byli prozrazeni.

## William Wallace
William Wallace je národní hrdina, který bojoval za samostatnost Skotska.

## The Flower of Scotland
Píseň, která je často považována za neoficiální hymnu země.

## Kilt
Kilt je specifický kroj, různých vzorů, podle klanové historie skotských rodů.

## St. Andrew's Day
Skotský svátek, slavený 30. listopadu, uznaný Skotským parlamentem.